# Paura.com
Paura.com (FeardotCom) è un film del 2002 diretto da William Malone.

## Trama
Quattro persone vengono misteriosamente rinvenute morte a New York e l'unico collegamento fra le quattro vittime è il fatto che tutti nelle ultime 48 ore si sono collegate al sito internet "paura.com", una pagina in cui è possibile assistere a torture ed omicidi e che sviluppa nella realtà le paure più profonde di chi guarda il sito. Il detective Mike Reilly, in coppia con l'agente Terry Houston, indagano sul caso, ma finiscono per rimanere a loro volta coinvolti nella maledizione del sito "paura.com".

## Riconoscimenti
- 2003 - Méliès d'argento